# Antonello Antonante
Antonello Antonante (Cosenza, 30 settembre 1947 – Rossano, 6 luglio 2022) è stato un attore, regista e direttore artistico italiano.

## Biografia
Il padre Umberto Antonante, originario di Taranto, è un militare di carriera, che riceve nel 1945, il diploma d'onore per aver combattuto durante la Guerra di Liberazione e, nel 1948, il Distintivo d'onore per i patrioti "Volontari della Libertà" per "aver partecipato alla lotta armata contro i Tedeschi e contro i fascisti". La madre Renata Bugliari, (cugina della miss Italia 1950 Anna Maria Bugliari) è originaria di Santa Sofia d'Epiro, da una famiglia anch'essa di militari e della famiglia Rebaudengo di Torino. 
Antonello Antonante è il primogenito, il fratello Paolo nasce nel 1953 e Carlo nel 1963. Per le attività militari del padre, la famiglia si sposta a Civitavecchia dal 1963 al 1969, qui conosce Aldo de Luca, che diventerà poi giornalista per Il Messaggero, con il quale inizia a fare teatro nei circoli del porto.
In seguito, la famiglia si sposta a Bari per i due anni successivi. È qui che Antonante inizia gli studi di diritto alla Facoltà di Giurisprudenza presso l'Università di Bari, e che prosegue presso l’Università di Ferrara. La famiglia dal 1971 al 1973 abita a Messina, per poi tornare definitivamente a Cosenza nel 1975.

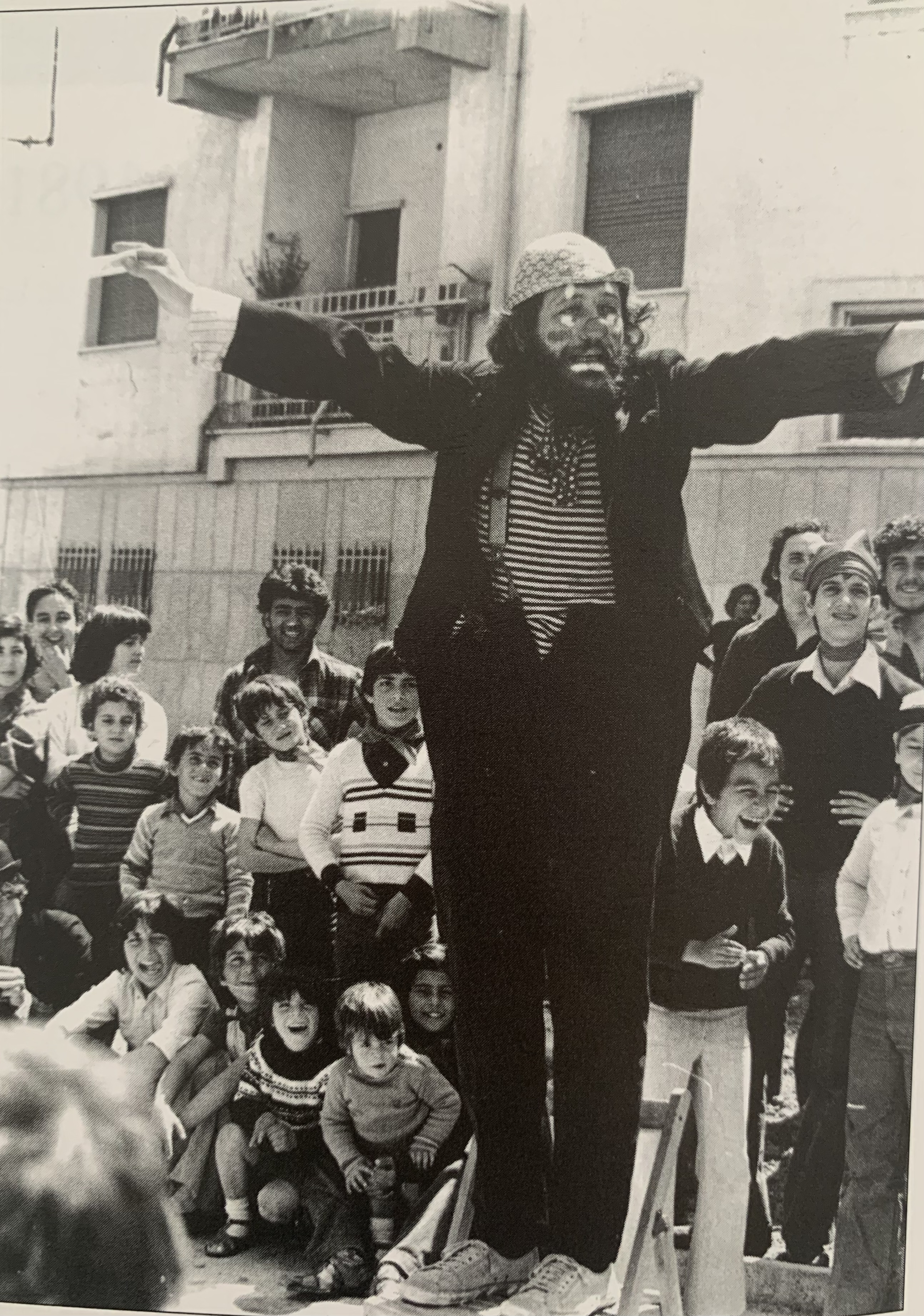
Antonello Antonante in clown a Cosenza, 1975 circa

Nel 1973, lavora come assistente e allievo clown presso il Circo Togni e come attore per il Teatro Struttura di Messina, sotto lo pseudonimo Antonello 73.
Nel 1974, presso la Biennale di Venezia continua la sua formazione con un laboratorio d’attore con Jerzy Grotowski. Di ritorno a Cosenza, insieme a Francesco "Larry" Gigliotti e Riccardo Adamo crea il Collettivo Teatrale di Sperimentazione. 
Nel 1976, è tra i fondatori, insieme ad altri attori, registi, scenografi, della Cooperativa Centro Rat, prima compagnia di professionisti con sede in Calabria. I soci fondatori sono: Antonello Antonante, Dora Ricca, Annick Bulchaen, Massimo Costabile, Nello Costabile, Francesco "Larry" Gigliotti, Gianni Leo, Riccardo Adamo, Piero Scorpiniti, Anna Ponte. 
Nello stesso anno, con gli altri animatori del Play Centro (sala multidisciplinare aperta sul corso Telesio del centro storico) organizza il progetto di Contaminazione Urbana, finanziato dal Comune di Cosenza. Il progetto prevede, tra gli altri, spettacoli della Comuna Baires e del Living Theatre (compagnia statunitense di Julian Beck e Judith Malina che Antonante incontra mesi prima a Torino). Durante questo progetto, insieme a Julian e Judith, decidono di occupare l'antico municipio in parte abbandonato (che anni dopo diventerà la Casa delle Culture) per farne un centro culturale polivalente, l'occupazione durò 50 giorni.
Tra il 1976 al 1977, si reca per vari periodi a Reggio Emilia dove lavora e si forma con il maestro burattinaio Otello Sarzi. 
Sempre nel 1976, incontra il Circo Marius e propone ai compagni del Centro Rat di comprare la tenda del circo. Fino al 1979, quando un temporale la rovina, la Tenda di Giangurgolo diventa uno spazio di creazione e programmazione teatrale e musicale che si sposta in vari quartieri di Cosenza. 
Nel 1981, trova un vecchio capannone in via Galluppi a Cosenza e, con il Centro Rat, inaugura il Teatro dell’Acquario, di cui ne sarà co-direttore artistico e poi direttore artistico fino al 2006 e dal 2011 in poi. Il teatro viene inaugurato il 7 marzo del 1981 con la rappresentazione Woyzeck di Georg Büchner della compagnia Libera Scena Ensemble, regia di Gennaro Vitiello. 
Nel 1981 sposa Dora Ricca, con la quale lavora sin dal 1976. Nel 1986, nasce la loro figlia Renata.
In più dell'attività svolta al Teatro dell'Acquario, è anche direttore artistico di importanti manifestazioni culturali calabresi: dal 1982 al 1983, per gli "Incontri Silani" sul lago Arvo a Lorica, per conto del comune di San Giovanni in Fiore e Pedace, su iniziativa della sindaca di allora Rita Pisano; di Altomonte Festival (per le edizioni 1994 e 1995) e il Festival delle Serre di Cerisano (per le edizioni 2002 e 2003).

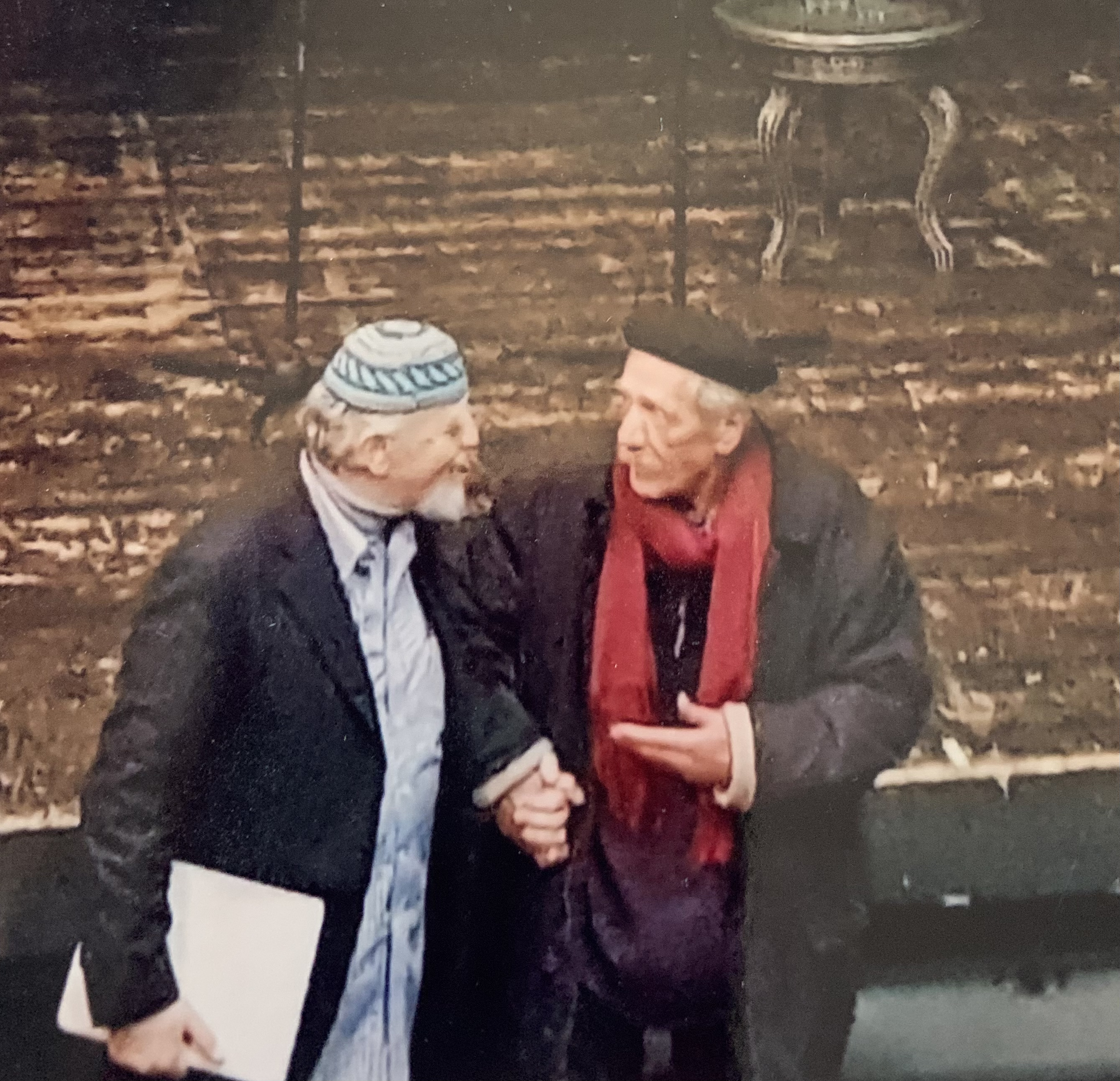
Moni Ovadia e Antonello Antonante al Teatro dell'Aquario

È docente di teatro in diverse occasioni: nel 1999 presso l’Università del New Jersey; per la comunità di recupero dalla tossicodipendenza Il Delfino e presso le scuole superiori con il progetto Vado a Teatro e so il perché, sostenuto dal Teatro Rendano e dell’Assessorato alla cultura del Comune di Cosenza; nel 2000 per il festival Primavera dei Teatri di Scena Verticale conduce un laboratorio intitolatoTerre e Zjarri nelle comunità arbëreshë della provincia di Cosenza; dal 2001 al 2003 tiene i laboratori di scrittura teatrale con i detenuti presso la Casa Circondariale di Paola.
Partecipa come collaboratore artistico al progetto internazionale Città invisibili della compagnia Teatro Potlach in varie città del mondo come Stoccolma, Liverpool, Roma, Unterach.
Nel 1999, idea il progetto di una Scuola di Teatro e di Arti sceniche e stipula la prima collaborazione pubblico-privata con il Comune di Cosenza per ristrutturare una parte del chiostro delle Vergini del centro storico. Nasce così il C.I.F.A. (Centro internazionale di Formazione delle Arti) che sarà attivo fino al 2012. 
Dal 2002 al 2004, dirige il progetto 40 anni dell'Odin Teatret, compagnia internazionale di Eugenio Barba, che porta in scena a Cosenza tutti gli spettacoli del repertorio della compagnia e tiene numerosi laboratori per artisti locali e internazionali.
Dal 2005 al 2007, è docente di Animazione Teatrale, in qualità di esperto esterno, presso il dipartimento di Scienze dell'Educazione dell'Università della Calabria.

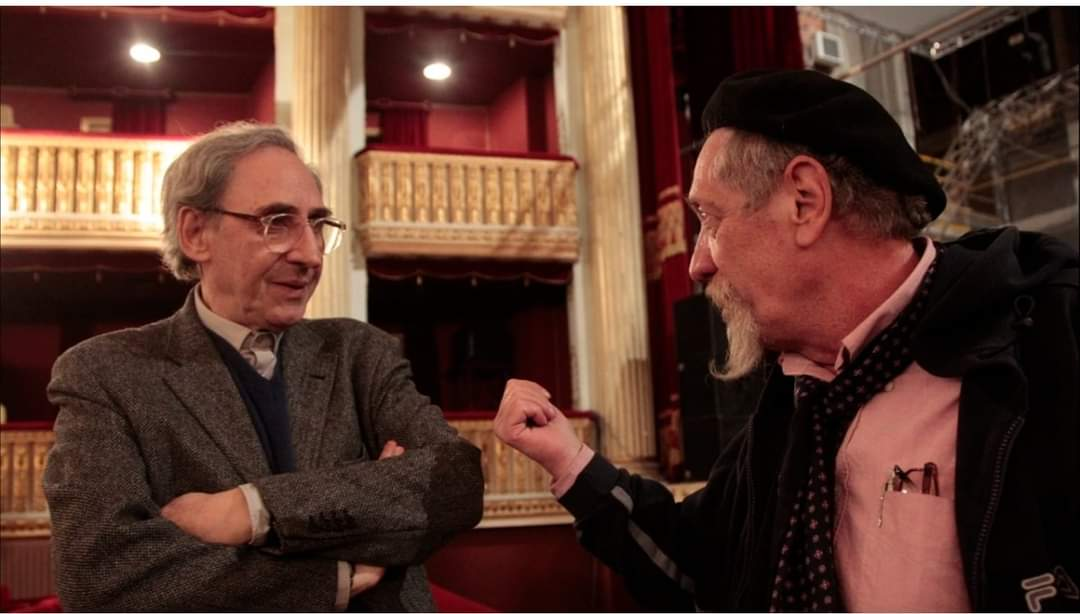
Franco Battiato e Antonello Antonante presso il Teatro Rendano di Cosenza

Dal 2006 al 2011 è direttore artistico del Teatro Alfonso Rendano di Cosenza. In questa veste, in collaborazione con l'Orchestra Philarmonia Mediterranea, idea e realizza progetti innovativi come Moz'Art con il patrocinio Mozarteum di Salisburgo. Commissiona al celebre musicista Franco Battiato l'opera lirica Telesio, in occasione del cinquecentenario della nascita del filosofo cosentino. L'opera, con il libretto del filosofo Manlio Sgalambro, ha la particolarità di essere la prima pièce olografica a livello mondiale ad essere presentata in tre dimensioni.
Nel 2018, ritira il Premio speciale Ubu per il Teatro dell'Acquario con la seguente motivazione: «per avere nel corso degli ultimi quarantadue anni creato, inventato, organizzato il teatro, in tutte le sue forme, in una città complicata come Cosenza»..
Il 6 luglio 2023, nel chiostro del Museo dei Brettii e degli Enotri, la famiglia insieme al Comune di Cosenza ha organizzato un evento per celebrare la sua memoria.
Nel 2023, è nata la sezione ANPI città di Cosenza e porta il suo nome.

## Premi e riconoscimenti
- 2019 Stella di Calabria
- 2018 Premio speciale Ubu per il Teatro dell'Acquario
- 2009, Tunisi Ramoscello d'oro per la migliore produzione per lo spettacolo Giufà e il mare; Roma, Festival Intermundia, Padova, Festival Internazionale di Teatro Ragazzi, Barletta, Le 1000 e una notte
- 1996 Premio Maratea Teatro - riconoscimento speciale della giuria
- 1993 Finalista Premio Scenario per lo spettacolo Non seppellitemi vivo

## Attore

### Cinema
- Ecco sorride, regia di Andrea Belcastro - cortometraggio (2014)
- Il canto dei patrioti regia di Giovanni Sole (2001)
- Angeli a Sud regia di Massimo Scaglione (1992)
- Noi Lazzaroni di Giorgio Pelloni e Saverio Strati (1978)
- San Francesco di Paola di Giovanni Sole

### Teatro
- La vera storia di un elettrotecnico nato nel 1947 - performance per il Festival Eventi d'Arte (1996)
- SSS…Concerto Fantasie di Clowns (1984)
- L’uomo, la bestia e la virtù di Luigi Pirandello, regia di Nello Costabile (1982)
- Don Kitschiotte Story, regia di Nello Costabile (1980)
- Giangurgolo in Commedia, regia Nello Costabile e Anna Ponte (1979)
- Mascare e Diavuli, regia Nello Costabile (1977)
- Il mio amico Fracassone (1977)
- Museo, spettacolo itinerante all’interno del Museo del vigile urbano del Comune di Cosenza (1976)
- Burattini e Clown, regia di Andreina De Cesaris (1974)
- La favola politica con Marcello Walter Bruno, Demetrio Bruno, Francesco "Larry" Gigliotti, Antonello Antonante (1975)
- I Tessitori regia di Rocco Familiari (1973)
- Escurial, regia Rocco Familiari

## Regista

### Teatro
- Una Ragazza nel ‘44 - la staffetta partigiana Tina Anselmi - patrocinio ANPI e Fondazione Lilli Funaro (2020)
- Dopo un raccolto ne viene un altro, con Rossella Celati (2017)
- Moby Dick di Herman Melville, con Maurizio Stammati
- Lo Stipo di Corrado Alvaro, adattamento Dora Ricca, con Maurizio Stammati e Maria Marino
- Orfeo ed Euridice per Magna Graecia Teatro Festival, con Gianfranco Quero (2008)
- Donne in Commedia - le figure femminili della Divina Commedia, con Emilia Brandi (2006)
- Malaluna - frammenti della vita e delle opere di Luigi Pirandello, con Gianfranco Quero (2004)
- Segatura - il circo visto dal teatro, con Maurizio Stammati, Stefania de Cola, Salvatore Vercellino (2002)
- Il sasso nello stagno - dedicato a Gianni Rodari, con Maurizio Stammati, Stefania de Cola (2001)
- Terre, autore del testo e regia (2000)
- Una rosa ancora rossa - vita e opere di Franco Costabile, drammaturgia Franco Dionesalvi (1998)
- Che mi giova cantar…, con Anna Rita Colaianni e Maria Luisa D’Alessandro (1999)
- Giufà e il mare - da Italo Calvino ai racconti popolari arabi, con Maurizio Stammati e Salvatore Vercellino (1998)
- Una rosa ancora rossa - vita e opere di Franco Costabile, drammaturgia Franco Dionesalvi (1998)
- La vera storia di un elettrotecnico nato nel 1947 - performance per il Festival Eventi d'Arte (1996)
- La zampogna e il violoncello (1996)
- Non seppellitemi vivo - vita e opere di Lorenzo Calogero, drammaturgia Franco Dionesalvi (1993)
- Aiace di Ghiannis Ritsos, con Gianfranco Quero (1992)
- Otello/Il moro di Venezia, da Shakespeare, con Max Mazzotta, Peppino Mazzotta, Massimo Costabile, Antonella Carbone (1992)
- Al di là del mare (1991)
- Attrice, con Giovanna Conti (1990)
- Avventura, con Antonella Carbone (1988)
- Dentro (1986)
- L’ultima chance - dedicato a Samuel Beckett (1984)
- La Metamorfosi - tratto da Franz Kafka (1984)
- SSS…Concerto Fantasie di Clowns (1984)
- Il mio amico Fracassone (1977)
- La favola politica, di e con Marcello Walter Bruno, Demetrio Bruno, Francesco "Larry" Gigliotti, Antonello Antonante (1975)

### Opere liriche e concerti
- L'arca di Noé di Benjamin Britten - Orchestra Philarmonia Mediterranea (1997)
- Le quattro stagioni di Antonio Vivaldi - Orchestra Philarmonia Mediterranea (1995)

### Performance e progetti speciali
- Spettacolo itinerante su Alda Merini presso il Museo dei Brettii e degli Enotri (2010).
- Memorie e Oblii (Cosenza, Rende, Sermoneta), performance per gli spazi aperti (2001-2004).
- Sguardi, visioni e smarrimenti  - Performance per il Conservatorio di Musica “Stanislao Giacomantonio” di Cosenza (1999).
- Performance per Città Invisibili del Teatro Potlatch (Castellabate, Stoccolma, Liverpool, Roma, Siracusa, Cosenza, Bologna, Utrecht/Salisburgo, Rieti) (1996-1998)[6].
- Performance per il compleanno del direttore Giancarlo Menotti del Festival dei due Mondi di Spoleto (1998).
- Performance ispirata a La città del Sole di Tommaso Campanella, per l'inaugurazione della Casa delle Culture di Cosenza (1997).
- Museo, spettacolo itinerante all’interno del Museo del vigile urbano del Comune di Cosenza (1976).

## Pubblicazioni
- Giufà e il mare di Antonello Antonante, a cura di Achille Greco, Abramo, 2008[7].